# Ponte Tor di Quinto
De Ponte Tor di Quinto is een brug over de Tiber in Rome. De brug ligt ten noorden van het centrum en verbindt de wijk Tor di Quinto op de linkeroever met de wijk Parioli op de rechteroever. De brug is gebouwd in 1960.
Over de brug ligt de Via del Foro Italico, met 2x2 rijstroken daarnaast aparte voetpaden.
Ponte di Castel Giubileo · Ponte Tor di Quinto · Ponte Flaminio · Ponte Milvio · Ponte Duca d'Aosta · Ponte della Musica · Ponte del Risorgimento · Ponte Giacomo Matteotti · Ponte Pietro Nenni · Ponte Regina Margherita · Ponte Cavour · Ponte Umberto I · Ponte Sant'Angelo · Ponte Vittorio Emanuele II · Ponte Principe Amedeo Savoia Aosta · Ponte Giuseppe Mazzini · Ponte Sisto · Ponte Garibaldi · Ponte Fabricio en Ponte Cestio · Ponte Rotto · Ponte Palatino · Ponte Sublicio · Ponte Testaccio · Ponte San Paolo · Ponte dell'Industria · Ponte Guglielmo Marconi · Ponte della Magliana · Ponte di Mezzocammino · Ponte Tor Boacciana